# Lipocarpha aristulata
Lipocarpha aristulata là loài thực vật có hoa trong họ Cói. Loài này được (Coville) G.C.Tucker mô tả khoa học đầu tiên năm 1987.